# Turfvezel

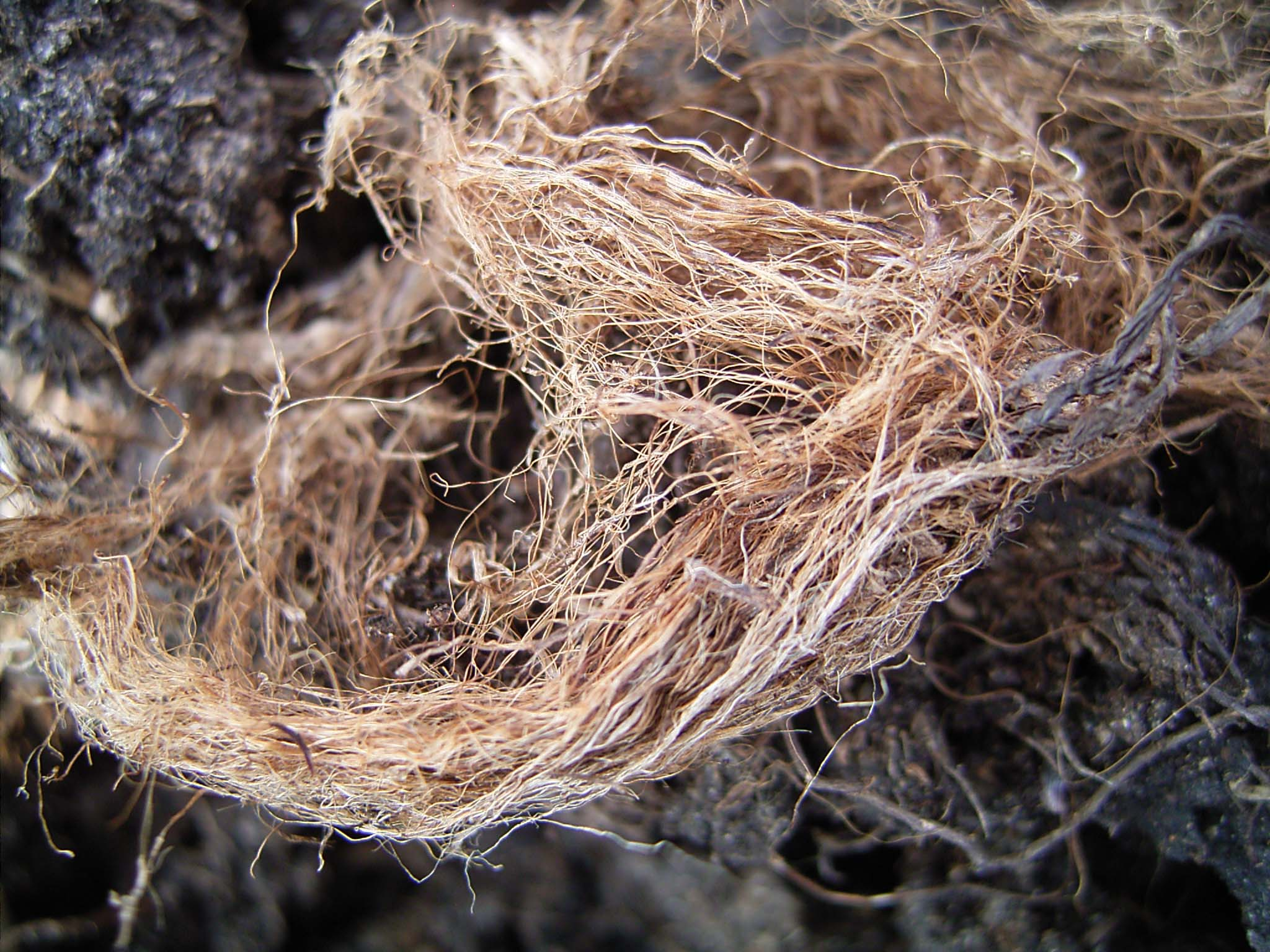
Turfvezel, ook lok of turflok genoemd

Onder turfvezel of turflok verstaat men vezels van de wollegrasplant die vaak in hoogveen aanwezig zijn.
In de 19e eeuw werden  er experimenten uitgevoerd om turfvezel te benutten voor de productie van textiel en ontstonden er fabrieken die het product verwerkten. Latere toepassingen betroffen de tuinbouw en de drainage van polderland.
Lok komt vooral veel voor in lokveen, dat ook wel wollegrasveen wordt genoemd. De lok bevindt zich in het veen als grote vaste en taaie vezelvlokken. Het vezelrijke lokveen was als brandstof minder geschikt en werd daarom net als bonkaarde verwerkt door de turfstrooiselindustrie, zoals die zich sedert 1881 ontwikkelde. Bij het zeven van het strooisel kwamen de vezels als zeefrest ter beschikking. Het was dus een bijproduct.

## Geschiedenis
Een van de eerste pioniers voor de verwerking van turfvezels was Jean Leonidas Allagnou, die te Erica een perceel lokveen kocht en in 1884 aldaar een fabriek bouwde. Het lokveen werd daar in een vloeistof gedompeld en vervolgens gemangeld en gedroogd. Met een handpers werd de turfvezel tot balen geperst, die geschikt geacht werden voor textielfabricage, met name voor de productie van vilt. De productie werd hetzelfde jaar nog gestaakt, mogelijk was de kwaliteit van het product onvoldoende. Uiteindelijk kwam de fabriek in handen van de Griendtsveen Turfstrooisel Maatschappij. In 1886 was sprake van het grondvesten eener nieuwe nationale industrie, welke voor de stoffelijke ontwikkeling van ons land (Nederland, red.) van veel betekenis beloofd te worden. Deze woorden van de Maastrichtse heren J. Dolk en G. Béraud betroffen een in Asten te bouwen inrichting voor het wasschen van vlossige en drassige veenspecie, bekend onder de naam lok. Deze fabriek is er nooit gekomen, maar in 1890 werd 500 m3 lok geleverd aan de te Weert gevestigde Société Moris & Cie., waarvan G. Béraud eigenaar was. Deze ontwikkelde het product Béraudine of bukskin, een textielproduct dat naast turfvezel ook wol bevatte. Een m3 droge turfvezel woog ongeveer 100 kg. Béraud probeerde, na de ondergang van het Weertse bedrijf, nog een soortgelijke fabriek op te zetten in Schöninghsdorf (Peat Industries Syndicate Ltd.), alsmede ene Société Béraudine te Parijs. Dit alles was geen lang leven beschoren.
De Maatschappij Griendtsveen produceerde tussen 1893 en 1895 jaarlijks enkele honderden ton aan turfvezel, onder meer benut voor het vullen van hoofdkussens en matrassen, terwijl ook de Maatschappij Helenaveen dit product won en het Maastrichtse bedrijf Brion, Pate & Burke, de opvolger van Bérauds bedrijf van grondstof voorzag, waaruit satinette werd vervaardigd, dat voor 50% uit turfvezel bestond.
In de laatste jaren van de 19e eeuw werd door chemische bewerking een betere kwaliteit turfvezel verkregen. Hieraan werkten onder meer de Duitser Carl Geige en het Oostenrijkse bedrijf K.A. Zschörner & Co.. Reeds in 1887 had Zschörner plannen voor de bouw van een papierfabriek op basis van turfvezel. In 1898 had het bedrijf een paviljoen op de Jubiläum Ausstellung te Wenen, waar tal van turfvezelproducten werden tentoongesteld. Men wilde aldus het veen in Oostenrijk en Hongarije ontginnen. Zschörner ging in 1900 reeds failliet en de papierfabrieken werden nimmer gebouwd.
In 1903 kwam de Deutsche Torfwollwerke te Oldenburg tot stand, waaraan ook Nederlandse verveners grondstof leverden. Het product van de fabriek werd onder meer gebruikt als vulling voor hoofdkussens. Andere Duitse fabrikanten volgden. Het vervaardigen van garen uit turfvezel bleek echter relatief duur. Tijdens de Eerste Wereldoorlog werd turfvezel echter nog gebruikt indien andere grondstoffen niet beschikbaar waren. Met name in Duitsland werd de vezel toen gewonnen en in 1917 werden vrouwen en kinderen zelfs verplicht om vezel te rapen op de veenderijen. Toen de oorlog was afgenomen, verdween de belangstelling.

## Latere toepassingen
Vanaf 1935 werd turfvezel toegepast voor het afdekken van draineerbuizen, om te beginnen in de Wieringermeerpolder en later in andere IJsselmeerpolders. In 1966 werden proeven uitgevoerd om vezelband te ontwikkelen, waarbij het aanbrengen van de afdekking machinaal zou kunnen geschieden. Van 1975-1980 werden kunststof drainagebuizen te Erica machinaal met turfvezel omwikkeld. De merknaam van dit product was: Flevo. In een later stadium kwam de vezel uit het Duitse Wesuwe, maar in 1987 werd het wikkelen van draineerbuizen gestopt. De concurrentie van kokosvezel en polypropyleenvezels die vrijkwamen bij de tapijtindustrie, deed deze activiteit verdwijnen.
Voorts werd turfvezel gebruikt voor de productie van mosstokken, die gebruikt werden voor het ondersteunen van sierplanten. Deze activiteit vond plaats van 1981-1987. Een verdere toepassing werd gevonden in substraten voor orchideeënteelt. Dit vereist geen ingewikkelde machines, daar voor deze toepassing de levering van turfvezel in bulkverpakking voldoende is. Turfvezel vindt nog toepassing in aquaria waar het, net als kienhout uit het veen, een gunstige invloed op de waterkwaliteit zou hebben.
Anno 2011 wordt er nog steeds, zij het marginaal, turfvezel geproduceerd, met name in Zweden.

## Trivia
Turfvezelproducten werden reeds door Rudolf Steiner aangeprezen om hun bijzondere natuurlijke kwaliteiten. Er is nog steeds een markt voor in het new age-circuit, omdat er aldaar talrijke positieve eigenschappen aan worden toegeschreven.